# Исмаил, Имран
Имран Исмаил (англ. Imran Ismail; род. 1 января 1966, Карачи, Синд) — государственный и политический деятель Пакистана. В мае 2018 года был членом Провинциальной ассамблеи Синда.

## Биография
Родился 1 января 1966 года в Карачи. Получил среднее образование в государственной школе военного городка, а затем поступил в государственный коммерческий колледж в Карачи. Является одним из основателей партии Движение за справедливость. В апреле 2015 года баллотировался в Национальную ассамблею Пакистана как кандидат Движения за справедливость от округа «NA-246 Карачи-VIII» на дополнительных выборах в парламент, но неудачно. Получил 24 821 голос и уступил место Кунвару Навиду Джамилю. В 2018 году был избран в Провинциальную ассамблею Синда как кандидат Движения за справедливость от округа «PS-111 Карачи-XXIII» на парламентских выборах в Пакистане.
6 августа 2018 года премьер-министр Пакистана Имран Хан предложил Имрана Исмаила на должность губернатора Синда. 11 августа 2018 года был официально утвержден Движением за справедливость на эту должность. 13 августа 2018 года принёс присягу в качестве члена Провинциальной ассамблеи Синда. В тот же день подтвердил обещание Движения за справедливость снести стены безопасности вокруг дома Билавала в Карачи. 23 августа 2018 года был назначен губернатором провинции Синд. Его назначение губернатором вызвало критику со стороны академических экспертов, которые утверждали, что Исмаил, будучи только промежуточной кандидатурой, не имеет необходимых навыков для работы на этой должности, так как он должен будет координировать деятельность всех государственных учебных заведений. 27 августа 2018 года ушёл с должности члена Провинциальной ассамблеи Синда и принёс присягу губернатора Синда.

## Примечание
1. ↑  https://www.thenews.com.pk/print/32116-ptis-imran-ismail-to-run-for-na-246
2. ↑  https://www.pseabusinessforum.com/imran-ismail/
3. 1 2  PTI's Imran Ismail to run for NA-246. The News (англ.). 31 марта 2015. Архивировано 11 августа 2018. Дата обращения: 11 августа 2018.
4. ↑  NA 246: Five facts about Imran Ismail and Kunwar Jamil! - ARYNEWS. ARYNEWS. 8 апреля 2015. Архивировано 27 июля 2018. Дата обращения: 28 июля 2018.
5. ↑  Ghori, Habib Khan (25 августа 2018). Imran Ismail likely to take oath as Sindh governor on Monday. DAWN.COM. Архивировано 27 сентября 2020. Дата обращения: 25 августа 2018.</name="dailytimes/26aug2018">|work=Daily Times |date=26 August 2018}}
6. ↑  Reporter, The Newspaper's Staff (25 апреля 2015). 50,000 votes transferred  from NA-246: Imran Ismail. DAWN.COM. Архивировано 6 августа 2018. Дата обращения: 6 августа 2018.
7. ↑  Official results announced, landslide victory for MQM in NA-246 (англ.). Архивировано 6 августа 2018. Дата обращения: 6 августа 2018.
8. ↑  PS-111 winner Imran Ismail says he will focus on Karachi's water issues. Samaa TV. Архивировано 28 июля 2018. Дата обращения: 28 июля 2018.
9. 1 2  PTI finalises Imran Ismail for Sindh governor. The Nation. 6 августа 2018. Архивировано 6 августа 2018. Дата обращения: 6 августа 2018.
10. ↑  Imran Khan decides to appoint Imran Ismail as Sindh Governor (англ.). Архивировано 6 августа 2018. Дата обращения: 6 августа 2018.
11. ↑  PTI nominates Imran Ismail for Sindh Governor. The News (англ.). Архивировано 11 августа 2018. Дата обращения: 11 августа 2018.
12. ↑  Mansoor, Hasan (14 августа 2018). 160 new MPAs of Sindh take oath amid much fanfare. DAWN.COM. Архивировано 14 августа 2018. Дата обращения: 14 августа 2018.
13. ↑  Demolish Bilawal House walls or face legal action: Imran Ismail tells PPP. The News (англ.). 13 августа 2018. Архивировано 13 августа 2018. Дата обращения: 14 августа 2018.
14. ↑  Sherani, Tahir (24 августа 2018). PTI's Imran Ismail appointed Governor of Sindh. DAWN.COM. Архивировано 24 августа 2018. Дата обращения: 25 августа 2018.
15. ↑  Sindh governor-nominee Imran Ismail is only intermediate pass - Daily Times. Daily Times. 26 августа 2018. Архивировано 6 октября 2020. Дата обращения: 26 августа 2018.
16. ↑  PTI leader Imran Ismail holds intermediate degree. Pakistan Today. 25 августа 2018. Архивировано 8 октября 2020. Дата обращения: 25 августа 2018.
17. ↑  PTI's Imran Ismail takes oath as Sindh Governor. Samaa TV. 27 августа 2018. Архивировано 9 октября 2020. Дата обращения: 27 августа 2018.
18. ↑  Imran Ismail sworn in as Sindh Governor. The News (англ.). 27 августа 2018. Архивировано 7 октября 2020. Дата обращения: 27 августа 2018.